# Леонтьев, Василий Васильевич (старший)
Василий Васильевич Леонтьев (12 [24] января 1880, Петербург — 6 марта 1968 года) — приват-доцент, член Всероссийского учредительного собрания.

## Биография
Из старообрядческой семьи, отец был почётным гражданином. Совместно с 10-ю братьями совладелец ткацкой фабрики в Санкт-Петербурге (Ждановская улица).
В 1897 году окончил училище при церкви, учился в Лейпцигском и Мюнхенском университетах. С 1902 года находился под полицейским надзором. Член партии эсеров. В 1904 году при аресте обнаружена революционная литература, отпущен под залог. Был выслан за границу.
17 марта 1905 года в Лондоне женился на дочери бердичевского мещанина Злате Аншелевне—Бенционовне Бекер (1881—1979). В 1905 году в Мюнхене родился их сын — тоже Василий, ставший впоследствии экономистом, нобелевским лауреатом по экономике.
Вернувшись в Россию, Василий Леонтьев старший преподавал экономику вначале в Юрьевском, а затем в Санкт-Петербургском университетах. В 1912 году издал книгу «Об изучении положения рабочих» (это была тема его докторской диссертации).
В 1917 году — приват-доцент. Обязательный кандидат Партии социалистов-революционеров в Учредительное собрание. Избран во Всероссийское учредительное собрание в Новгородском избирательном округе по списку № 4 (эсеры). Участник заседания Учредительного собрания 5 января 1918 года.
В 1919 семью Леонтьевых выселили из дома на Крестовском острове, несмотря на ходатайство университета о том, чтобы им оставили эту квартиру.
В середине 1920-х годов перешёл на работу в наркомат финансов. В 1928 получил должность экономического советника при советском полпредстве в Берлине. В 1931 был отозван в СССР, но отказался вернуться. В конце 1930-х годов вместе с женой перебрался в США. Жили на скромный доход от дореволюционных вложений в Англии.
Умер в 1966 от пневмонии.
Жена Василия Леонтьева (сына) Эстел Маркс написала биографию родителей мужа «Женя и Василий».

## Сочинения
- Об изучении положения рабочих : Приемы исслед. и материалы. — Санкт-Петербург : тип. М. Волковича, 1912. — [4], 71 с.
- Льняное дело. — М. ; Л. : Гос. изд-во, 1925. — 91 с.